# Leucochrysa antica
Leucochrysa antica är en insektsart som beskrevs av Navás 1913. Leucochrysa antica ingår i släktet Leucochrysa och familjen guldögonsländor. Inga underarter finns listade i Catalogue of Life.